# Oleh Blochin
Oleh Wolodymyrowytsch Blochin (ukrainisch Олег Володимирович Блохін, russisch Олег Владимирович Блохин ‚Oleg Wladimirowitsch Blochin‘; * 5. November 1952 in Kiew, Ukrainische SSR, Sowjetunion) ist ein ehemaliger sowjetischer Fußballspieler und heutiger ukrainischer Fußballtrainer. Der Stürmer verbrachte den Großteil seiner Laufbahn bei Dynamo Kiew. Dort wurde er acht Mal sowjetischer Meister und gewann 1975 sowie 1986 den Europapokal der Pokalsieger. Blochin gilt als einer der besten Stürmer seiner Generation. Er wurde 1975 mit dem Ballon d’Or als „Europas Fußballer des Jahres“ ausgezeichnet, wurde fünf Mal sowjetischer Torschützenkönig, drei Mal Fußballer des Jahres in der UdSSR sowie neun Mal Ukrainischer Fußballer des Jahres. Blochin spielte 101 Mal für die sowjetische Nationalmannschaft und erzielte dabei 35 Tore, womit er Rekordspieler und Rekordtorschütze ist. Er nahm an den Weltmeisterschaften 1982 in Spanien und 1986 in Mexiko sowie mit der Olympiaauswahl an den Olympischen Sommerspielen 1972 und 1976 teil.
Nach seiner Spielerkarriere, die er in Österreich und auf Zypern ausklingen ließ, war Blochin von 1990 bis 2002 Trainer bei diversen Vereinen in Griechenland. Von 2003 bis 2007 trainierte er die ukrainische Nationalmannschaft und führte sie 2006 erstmals und zum bisher einzigen Mal zu einer Weltmeisterschaft. Nach einer Station beim FK Moskau übernahm Blochin 2011 erneut die ukrainische Nationalmannschaft und qualifizierte sich mit ihr 2012 erstmals für eine Europameisterschaft. Von September 2012 bis April 2014 trainierte er seinen ehemaligen Verein Dynamo Kiew.

## Spielerkarriere

### Im Verein
Blochin wuchs in einer sportlichen Familie auf. Sein Vater war ukrainischer Verbandstrainer der Fußballjunioren, seine Mutter Jekaterina Adamenko Landesmeisterin im 100-Meter-Lauf. Sie soll ihren Sohn mit brutalen Methoden zu mehr Leistung angespornt haben. Entsprach Blochins Leistung nicht ihren hochgesetzten Erwartungen, bekam der Junge kein Essen.
Das Fußballspielen erlernte der junge Oleg als Zehnjähriger bei Dynamo Kiew. Aber auch die Leichtathletikabteilung des Clubs interessierte sich für das Talent, das von seiner Mutter – ihren ukrainischen Meistertitel erlief sie in 11,9 Sekunden – die Sprintbegabung geerbt hatte. Mit 16 lief Blochin die 100 Meter in 11,0 Sekunden – Bestzeit. 1971 trat Blochin bei einem UEFA-Jugendturnier in der Tschechoslowakei als torgefährlicher Stürmer in Erscheinung. Nach seinem Amtsantritt 1973 formte der neue Trainer Walerij Lobanowskyj Dynamo Kiew zu einer der besten Vereinsmannschaften der Welt. Das Team gewann 1974 die sowjetische Meisterschaft, für Blochin der erste von insgesamt sieben nationalen Titeln (bis 1986). An diesen Erfolgen wie am Gewinn des nationalen Pokals (1974, 1978, 1985) hatte „Blokha“ („Floh“), wie der pfeilschnelle Linksaußen genannt wurde, als mehrmaliger Torschützenkönig erheblichen Anteil. Das Spiel seiner Mannschaft war ganz auf ihren Star ausgerichtet. 1973, 1974 und 1975 wurde er jeweils zum sowjetischen Fußballer des Jahres gewählt, zwischen 1972 und 1981 wurde er zudem neunmal Ukrainischer Fußballer des Jahres.
1975 gelang Dynamo Kiew dann der erste Erfolg auf europäischer Ebene, das Team gewann den Europapokal der Pokalsieger. Beim 3:0 im Finale gegen Ferencváros Budapest steuerte Blochin den Treffer zum Endstand bei. Im selben Jahr gewann Dynamo Kiew gegen den FC Bayern München auch den UEFA Super Cup. Als persönliche Auszeichnung wurde Blochin im Jahr 1975 mit dem Ballon d’Or als „Europas Fußballer des Jahres“ ausgezeichnet. Er galt als einer der besten Stürmer der 1970er Jahre und erhielt in der Folgezeit zahlreiche Angebote aus dem westlichen Ausland (u. a. vom Hamburger SV), der sowjetische Verband ließ seinen größten Star jedoch nicht ziehen. 1986 gewann Kiew erneut den Europapokal der Pokalsieger. Wie bereits 1975 erzielte Blochin auch diesmal im Endspiel ein Tor, als das favorisierte Team von Atlético Madrid mit 3:0 bezwungen wurde.
1988 machte Blochin sein letztes Spiel für Dynamo Kiew, für welchen er in 433 Ligaspielen 211 Tore erzielt hatte. Diese Leistung bedeutete einen Rekord für die sowjetische Liga. 1988 gelang dem damaligen Zweitdivisionär Vorwärts Steyr ein Sensationscoup, als die Oberösterreicher den 36-Jährigen verpflichten konnten.
Nach seinem einjährigen Engagement bei Vorwärts Steyr bestritt er 1989/90 noch eine Saison beim zypriotischen Verein Aris Limassol.

### In der Nationalmannschaft
Blochin spielte in der U-23-Mannschaft der UdSSR, die bei der Europameisterschaft 1972 in den Finalspielen den Altersgenossen aus der ČSSR mit 2:2 und 1:3 unterlag; dabei erzielte er jeweils einen Treffer. Keine drei Wochen später gab er am 16. Juli 1972 beim 1:1 in Finnland sein Debüt in der sowjetischen A-Nationalmannschaft. Zwar hätte Blochin auch gerne bei der WM 1974 in Deutschland gespielt, doch kam es dazu aus politischen Gründen nicht. Nach dem Putsch in Chile weigerte sich die UdSSR, zum Qualifikationsspiel in Santiago de Chile anzutreten. Grund für diese Entscheidung: das Stadion der chilenischen Hauptstadt hatte als Internierungsort für politische Häftlinge gedient.
Für die WM 1978 in Argentinien und die Europameisterschaft 1980 konnten sich die Sowjets jeweils nicht qualifizieren. Erst 1982 in Spanien war die Sbornaja wieder dabei. Das Team um den 29-jährigen Blochin zählte zu den spielerisch stärksten Mannschaften des Turniers und verpasste den Einzug ins Halbfinale nur aufgrund des schlechteren Torverhältnisses.
Nach Verletzungen und Formtief zwischenzeitlich ausgemustert, kehrte Blochin zu den Qualifikationsspielen für die WM 1986 in Mexiko wieder in den Nationalkader zurück. Bei der Endrunde kam er aber nur zweimal zum Einsatz, er hatte seinen Zenit überschritten. Am 21. September 1988 (0:1-Niederlage in Düsseldorf gegen das Team des DFB) beendete er nach über 16 Jahren seine Karriere im Nationalteam. Für die Sbornaja bestritt er, die FIFA-Regelung zu Länderspielen berücksichtigend, 101 Spiele, in denen er 35 Treffer erzielte.

## Trainerkarriere
1990 beendete er die aktive Karriere und war seitdem als Trainer bei verschiedenen griechischen Vereinen tätig. Seit Beginn der Qualifikationsrunde zur WM in Deutschland 2006 trainierte Blochin mit großem Erfolg die Fußballnationalmannschaft der Ukraine, die sich als Tabellenführer der Gruppe 2 für die WM-Endrunde qualifizierte und nach Siegen über Saudi-Arabien (4:0), Tunesien (1:0) und die Schweiz (3:0 n. E.) ins Viertelfinale einzog, wo sie aber gegen den späteren Weltmeister Italien ausschied. Am 6. Dezember 2007 gab Blochin seinen Rücktritt vom Amt des Nationaltrainers bekannt. Am 14. Dezember 2007 trat er ein neues Traineramt beim russischen Erstligisten FK Moskau an. Am 27. November 2008 wurde bekannt gegeben, dass er seinen wenige Tage später auslaufenden Vertrag nicht verlängern werde. Er hatte mit dem Klub die Saison als Neunter beendet. Im April 2011 wurde er erneut Trainer der ukrainischen Fußballnationalmannschaft.
Am 25. September 2012 übernahm Blochin die Profimannschaft von Dynamo Kiew. Er unterschrieb einen Vertrag über vier Jahre, wurde aber am 17. April 2014 wegen anhaltender Erfolglosigkeit entlassen.

## Erfolge

### Individuelle
- Ballon d’Or („Europas Fußballer des Jahres“): 1975
- Fußballer des Jahres in der UdSSR: 1973, 1974, 1975
- Fußballer des Jahres in der Ukraine: 1972, 1973, 1974, 1975, 1976, 1977, 1978, 1980, 1981
- Torschützenkönig in der UdSSR: 1972, 1973, 1974, 1975, 1977
- Torschützenkönig des Europapokals der Pokalsieger: 1986
- sowjetischer Toptorschütze und Rekordnationalspieler
- bedeutendster Fußballspieler in der Ukraine

### Mit der Mannschaft
- UEFA Super Cup: 1975
- Europapokal der Pokalsieger: 1974/75, 1985/86
- Sowjetische Meisterschaft: 1971, 1974, 1975, 1977, 1980, 1981, 1985, 1986
- Sowjetischer Pokal: 1974, 1978, 1982, 1984/85, 1986/87

Bei allen Erfolgen spielte er bei Dynamo Kiew.

## Privates
Blochin war mit der ukrainischen Gymnastik-Weltmeisterin Iryna Derjugina verheiratet. Die gemeinsame Tochter ist die Sängerin Ireesha Blohina.